# Fouquières-lès-Lens

Fouquières-lez-Lens este o comună în departamentul Pas-de-Calais, Franța. În 1 ianuarie 2022 avea o populație de 6.134 de locuitori.